# کروشوو (استان گابرووو)
کروشوو (به بلغاری: Krushevo) یک منطقهٔ مسکونی در بلغارستان است که در سولیوو واقع شده‌است.